# Burgoa verzuoliana
Burgoa verzuoliana är en svampart som beskrevs av Goid. 1938. Burgoa verzuoliana ingår i släktet Burgoa och familjen Hydnaceae.   Inga underarter finns listade i Catalogue of Life.